# Михалёвское (озеро, Ленинградская область)
Михалёвское (устар. фин. Juoksemajärvi) — озеро на Карельском перешейке в Выборгском районе Ленинградской области. Расположено южнее посёлка Михалёво.
Площадь поверхности — 7 км². Площадь водосборного бассейна — 563 км²